# La Esperanza (Chiapas)
La Esperanza es una localidad del estado mexicano de Chiapas. Es parte del municipio de La Trinitaria.

## Demografía
| Gráfica de evolución demográfica |
|                                  |

| Censo | Población |
| ----- | --------- |
| 1910  | 84        |
| 1921  | 89        |
| 1930  | 26        |
| 1940  | 29        |
| 1950  | 544       |
| 1960  | 782       |
| 1970  | 1 000     |
| 1980  | 1 435     |
| 1990  | 1 988     |
| 2000  | 2 092     |
| 2010  | 2 549     |
| 2020  | 2 669     |